# Institut Bíblic Pastoral

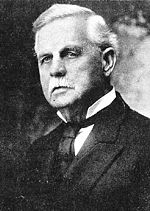
R. E. Streeter (1847-1924)

Institut Bíblic Pastoral és una confessió religiosa cristiana creada l'any 1917 per dissidents de la Watch Tower no conformes amb el nomenament de Joseph Rutherford com a successor de Charles Taze Russell en la presidència de la societat.

## Història
Russell president de la Watch Tower havia deixat per escrit el nom de les quatre persones que tenien de ser els seus successors. Malgrat tot, després de la mort del pastor, Joseph Rutherford nomenat tan sols substitut, va aconseguir la presidència de la societat inhabilitant a alguns dels seus socis contraris, nomenats per Russell.
De resultes d'aquest Cisma de 1917 dos Estudiants de la Bíblia dissidents es reuniren a Asbury Park, Nova Jersey. Alguns mesos més tard, prop de 300 persones assistiren a una segona convenció realitzada a Providence, Rhode Island. D'aquesta convenció, es decidí fundar l'Institut Bíblic Pastoral amb l'objectiu de donar continuïtat al treball pastoral de Charles Taze Russell, de manera totalment independent de la nova direcció de la societat Watch Tower.
El desembre de 1918, es publicà el primer exemplar de The Herald of Christ's Kingdom. Fou editat per R. E. Streeter fins a la seva mort, el desembre de 1924. Avui, l'Institut Bíblic Pastoral continua realitzant les seves activitats religioses educatives.

## Vegeu
- Les Filles de la Torre
- Charles Taze Russell
- R. E. Streeter